# NGC 1499
NGC 1499 је емисиона маглина у сазвежђу Персеј која се налази на NGC листи објеката дубоког неба.
Деклинација објекта је + 36° 22' 0" а ректасцензија 4h 3m 14,0s. Привидна величина (магнитуда) објекта NGC 1499 износи 13,3 а фотографска магнитуда 5,0. NGC 1499 је још познат и под ознакама LBN 756, California nebula.